# 21M busz (Sopron)
A soproni 21M jelzésű autóbusz Ágfalvi úti lakótelep és Lackner Kristóf utca, autóbusz-állomás végállomások között közlekedett a Várkerületen keresztül.

## Az Ágfalvi úti lakótelep autóbusz-közlekedése
2011. augusztus 1. óta a 21-es buszokat a Sopron-Ágfalva között közlekedő helyközi autóbuszok szolgálják ki, amelyek az Autóbusz-állomás és az Ágfalvi úti lakótelep között helyi utazásra is igénybe vehetők. A 21-es buszok betétjárataként hétköznap reggelente 21A jelzésű busz közlekedik. Ez a busz csak abban különbözik az alapjárattól, hogy nem az autóbusz-állomásra érkezik, hanem annak Lackner Kristóf utcai megállójába. Az Ágfalvi úti lakótelep utasait a 4-es, 16-os, 21-es, 21A és 22-es jelzésű autóbuszok szállítják. A 4-es busz az Ipar körútról indul, és a vasútállomás érintésével, majd a Várkerületen és a Baross úton jár. Ellenkező irányban viszont csak az Autóbusz-állomásig közlekedik! A 16-os busz az autóbusz-állomásról indul, és a Baross úton közlekedik. A 22-es busz az Ipar körút, vámudvartól indul, és a Széchenyi tér-II. Rákóczi Ferenc utcán át éri el a lakótelepet. Mivel a 4-es és a 22-es buszok csak időszakosan járnak, ezért tulajdonképpen a lakótelepre a belvárosból csak a 16-os és 21-es buszokkal lehet eljutni. A lakótelepet szolgálta korábban a 3A jelzésű busz, amely a 16-os vonalán közlekedett, és a lakótelep után Brennbergbányára ment, valamint a 18-as busz is, amely a Jereván lakótelepről indult, és a Várkerület-Vasútállomás-Baross út útvonalon közlekedett. 2013. december 14.-ig a 22-es buszok csak az Ágfalvi úti lakótelep és a TESCO áruház között közlekedtek. Az Ágfalvi úti lakótelep Sopron kellemesen családias, kertvárosi része, éppen ezért az autóbuszok csak a főútvonalakon közlekednek.

## Közlekedés
A vonalon Ikarus 260, Ikarus 280, Ikarus 415 típusú járművek közlekednek.

## Útvonal
| Ágfalvi úti lakótelep → Lackner Kristóf utca, autóbusz-állomás |
| --- |
| Ágfalvi úti lakótelep végállomás – Ágfalvi út – Kelénpataki utca – Heimler Károly utca – Kertvárosi utca – Ágfalvi út – Bánfalvi út – Kossuth Lajos utca – Táncsics Mihály utca – Selmeci utca – Lackner Kristóf utca – Lackner Kristóf utca, autóbusz-állomás – Ógabona tér – Petőfi tér – Széchenyi tér – Várkerület – Lackner Kristóf utca, autóbusz-állomás végállomás |

## Megállóhelyek
| Idő (perc) | Megállóhely neve                       | Átszállási lehetőségek Helyek / Intézmények / Megjegyzések |  |
| ---------- | -------------------------------------- | --- |  |
| 0          | Ágfalvi úti lakótelep                  | 4, 16, 21, 22 |  |
| 2          | Berkenye utca                          | 4, 16, 21, 22 |  |
| 3          | Öntöde utca                            | 4, 16, 21, 22 |  |
| 4          | Ágfalvi út, Besenyő utca               | 21, 22 |  |
| 6          | Bánfalvi út, Falco kft.                | 3, 21, 22 |  |
| 7          | Kossuth Lajos utca, Vadász utca        | 3, 4, 16, 21, 22 |  |
| 8          | Kossuth Lajos utca, villanyóra         | 3, 4, 11, 11A, 16, 17, 21, 22 |  |
| 9          | Lackner Kristóf utca, autóbusz-állomás | 1, 2, 3, 3Y, 4, 5, 5A, 5T, 5Y, 6, 7, 7A, 7B, 8, 10, 10Y, 11Y, 12, 12A, 13, 13B, 14, 14B, 16, 17, 20, 21, 27, 27B, 32, 33                                       |  |
| 10         | Ógabona tér, Újteleki utca             | 1, 2, 4, 5, 5A, 5T, 6, 9, 10, 10A, 10IB, 10M, 10MB, 10Y, 11M, 12, 12A, 13, 13B, 14, 14B, 17, 20, 20K, 20M, 23, 23B                                             |  |
| 11         | Petőfi tér                             | 1, 2, 4, 5, 5A, 5T, 6, 9, 10, 10A, 10IB, 10M, 10MB, 10Y, 11M, 12, 12A, 13, 13B, 14, 14B, 17, 20, 20K, 20M, 23, 23B                                             |  |
| 12         | Várkerület, Ötvös utca                 | 1, 2, 4, 5, 5A, 5T, 9, 10, 10A, 10IB, 10M, 10MB, 10Y, 11M, 12, 12A, 15, 15A, 20, 20K, 20M, 23, 23B, 32                                                         |  |
| 13         | Várkerület, Árpád utca                 | 1, 2, 4, 5, 5A, 5T, 6, 9, 10, 10A, 10IB, 10M, 10MB, 10Y, 11M, 12, 12A, 13, 13B, 14, 14B, 20, 20K, 20M, 23, 23B, 32, 33                                         |  |
| 14         | Várkerület, Festő köz                  | 1, 2, 4, 5, 5A, 5T, 6, 9, 10, 10A, 10IB, 10M, 10MB, 10Y, 11M, 12, 12A, 13, 13B, 14, 14B, 17, 20, 20K, 20M, 23, 23B                                             |  |
| 15         | Lackner Kristóf utca, autóbusz-állomás | 1, 2, 3, 3A, 3M, 4, 5, 5A, 5M, 5T, 6, 7, 7A, 7B, 8, 9, 10, 10A, 10IB, 10M, 10Y, 11M, 12, 12A, 13, 13B, 13M, 14, 14B, 16, 17, 20, 20K, 20M, 21, 23, 23B, 32, 33 |  |

## Külső hivatkozások
- A járat megjelenítése a térképen
- Soproni online utastájékoztató rendszer és dinamikus járműkövetés Archiválva 2013. december 24-i dátummal a Wayback Machine-ben